# Паскаль Салін
Паскаль Салін (англ. Pascal Salin; нар. 16 травня 1939) — французький економіст, почесний професор Університету Париж-Дофін і фахівець у галузі державних фінансів та монетарної економіки. Він колишній президент Товариства Мон Пелерін (1994–1996).
Після закінчення юридичного факультету університету Бордо Салін вивчав економіку в Парижі та закінчив Інститут політичних досліджень. Отримавши ліцензію з соціології, він вступив до докторантури з економіки та здобув ступінь доктора економічних наук (agrégation d'économie). У віці 22 років викладав економіку в університетах Парижа, Пуатьє та Нанта. У 1970 році став професором Університету Париж-Дофін, де працював до свого виходу на пенсію у 2009 році. У Дофіне він став співзасновником дослідницького центру економіки імені Жана-Батіста Сея.

Салін був консультантом Міжнародного валютного фонду, Організації Об'єднаних Націй, Продовольчої та сільськогосподарської організації та Гарвардського інституту міжнародного розвитку. Він є автором французьких газет Le Figaro та Les Echos.  Він опублікував кілька статей у багатьох інших французьких ЗМІ, таких як Le Monde. Він також публікується в Wall Street Journal Europe. Матьє Лейн і Йорґ Гвідо Гюльсманн  були співредакторами фестшрифту на честь Саліна в 2006 році. Він став кавалером ордена Почесного легіону і кавалером мистецтв і літератури. У 1986 році був нагороджений Премією відродження економіки (Prix renaissance de l'économie).